# Eucharia monacha
Eucharia monacha är en fjärilsart som beskrevs av Fourcr. 1785. Eucharia monacha ingår i släktet Eucharia och familjen björnspinnare. Inga underarter finns listade i Catalogue of Life.